# Azione a distanza (fisica)
In fisica l'azione a distanza è un'interazione che si verifica tra entità separate nello spazio e di cui sono ignoti i mediatori.
L'espressione fu utilizzata dai primi fisici che studiarono la teoria della gravitazione e dell'elettromagnetismo per descrivere come un oggetto potesse interagire con la massa o la carica elettrica di un altro oggetto distante. In un primo tempo si suppose che l'interazione avvenisse istantaneamente, cioè con velocità infinita, vìolando il limite massimo della velocità della luce stabilito dalla relatività ristretta. Gli sviluppi teorici successivi hanno permesso di superare tale contraddizione. Nella teoria della relatività generale, le azioni a distanza erano chiamate anche "forze simultanee agenti a distanza", un concetto superato dalla nozione fisica di campo.
Allo stato attuale permane in fisica una forma di azione a distanza istantanea nel fenomeno dell'entanglement quantistico.

## Elettricità
La legge di Coulomb in elettrostatica esprime un'azione a distanza. Essa concerne solo cariche ferme. Prendere in considerazione cariche in movimento porta necessariamente alla formulazione del concetto di campo con precise proprietà fisiche. Nella teoria dell'elettrodinamica, così com'è formulata nelle equazioni di Maxwell, interazioni tra cariche in movimento sono dovute alla propagazione di una deformazione di un campo elettromagnetico. Queste si propagano alla velocità della luce, così da non violare il principio della relatività ristretta.

## Gravità

### Newton
La teoria della gravitazione universale di Isaac Newton assume che l'interazione avvenga istantaneamente, indipendentemente dalla distanza e in assenza di un mediatore noto, come ad esempio l'etere, proposto nella teoria gravitazionale a vortici, proposta da Cartesio, il quale si rifiutava di accettare l'idea di un'interazione a distanza priva di un mediatore. Newton aveva dimostrato matematicamente che se l'interazione non è istantanea, il momento angolare non si conserva. Invece le osservazioni di Keplero dimostravano che questo si conservava. (La dimostrazione è valida solo nel caso della geometria euclidea)

### Einstein
Una delle condizioni che una teoria relativistica della gravitazione deve tener presente è che la velocità non deve superare quella di propagazione della luce. Come si può evincere dal successo dell'elettrodinamica, la teoria relativistica della gravitazione dovrebbe anch'essa usare il concetto di campo, o quanto meno, qualcosa di simile.
Questo problema è stato risolto da Albert Einstein con la sua teoria della relatività generale. Con questa teoria, le interazioni gravitazionali sono viste come deformazioni della geometria dello spazio-tempo. La materia risente della geometria dello spazio-tempo e gli effetti si propagano alla velocità della luce, come nel caso del campo elettrico e magnetico. Così, in presenza della materia, lo spazio-tempo non è più uno spazio euclideo, risolvendo il conflitto apparente tra la prova di Newton della conservazione del momento angolare e la teoria della relatività generale di Einstein. Nella teoria del movimento di Newton, lo spazio agisce sulla materia, ma non subisce azioni. Nella teoria di Albert Einstein, la materia agisce sullo spazio-tempo, deformandolo, e, per contro, anche lo spazio-tempo agisce sulla materia.

## Meccanica quantistica
Le attuali teorie fisiche incorporano il limite di propagazione della luce come principio base, escludendo così ogni azione 'istantanea' a distanza (costituisce un'eccezione l'entanglement quantistico). Sebbene una non accurata interpretazione della meccanica quantistica possa portare a non escludere le azioni 'istantanee' a distanza, ragionando attentamente su questi casi si nota che, di fatto, questo tipo di effetti non è presente. Einstein coniò l'espressione "spooky action at a distance", "spettrale azione a distanza", riferendosi al caso specifico dell'entanglement quantistico. La teoria quantistica di campo prevede che le interazioni si propaghino a velocità inferiori a quella della luce, per cui l'entanglement quantistico non può essere usato per propagare materia, energia o informazioni a velocità superiori ad essa.